# Seznam vrcholů v Bachurni
Seznam vrcholů v Bachurni zahrnuje pojmenované vrcholy s nadmořskou výškou nad 800 m. K sestavení seznamu bylo použito map dostupných na stránkách hiking.sk. Jako hranice pohoří byla uvažována hranice stejnojmenného geomorfologického celku.

## Seznam vrcholů
| #   | Vrchol         | Výška (m) | Souřadnice                       | Přístup                   |
| --- | -------------- | --------- | -------------------------------- | ------------------------- |
| 1.  | Bachureň       | 1081      | 49°05′26″ s. š., 20°55′22″ v. d. | neznačeno                 |
| 2.  | Magura         | 1063      | 49°04′48″ s. š., 20°54′53″ v. d. | neznačeno                 |
| 3.  | Žliabky        | 1028      | 49°06′06″ s. š., 20°54′17″ v. d. | neznačeno                 |
| 4.  | Buče           | 1005      | 49°04′29″ s. š., 20°56′11″ v. d. | červená turistická značka |
| 5.  | Bučina         | 956       | 49°04′58″ s. š., 20°53′27″ v. d. | neznačeno                 |
| 6.  | Adamova hora   | 939       | 49°06′14″ s. š., 20°52′42″ v. d. | neznačeno                 |
| 7.  | Javor          | 931       | 49°06′20″ s. š., 20°54′48″ v. d. | zelená turistická značka  |
| 8.  | Mindžová       | 920       | 49°04′30″ s. š., 20°57′57″ v. d. | červená turistická značka |
| 9.  | Marduňa        | 873       | 49°06′38″ s. š., 20°58′31″ v. d. | zelená turistická značka  |
| 10. | Skalky         | 836       | 49°05′25″ s. š., 20°58′14″ v. d. | neznačeno                 |
| 11. | Dlhé Diely     | 823       | 49°06′20″ s. š., 20°55′55″ v. d. | zelená turistická značka  |
| 12. | Brazina        | 819       | 49°04′39″ s. š., 20°59′31″ v. d. | neznačeno                 |
| 13. | Kamenná        | 810       | 49°06′17″ s. š., 20°59′34″ v. d. | zelená turistická značka  |
| 14. | Stavenec       | 808       | 49°06′22″ s. š., 20°57′26″ v. d. | neznačeno                 |
| 15. | Zadné Bendovce | 802       | 49°07′14″ s. š., 20°54′25″ v. d. | neznačeno                 |
| 16. | Homôlka        | 800       | 49°08′10″ s. š., 20°53′12″ v. d. | neznačeno                 |